# Otomar Vivian
Otomar Oleques Vivian ComMM (Caçapava do Sul, 20 de dezembro de 1951) é um político e professor de educação física brasileiro filiado ao Progressistas (PP). Foi presidente da Assembleia Legislativa do Rio Grande do Sul em seu período como deputado estadual, o qual exerceu por dois mandatos. Pelo mesmo estado, foi secretário-chefe da Casa Civil durante o governo Leite.

## Biografia
Em mais de 30 anos de vida pública, Otomar ocupou cargos de secretário municipal, prefeito, deputado estadual, presidente da Assembleia Legislativa do Rio Grande do Sul (ALRS), secretário de estado, presidente do IPÊ, todos como filiado ao Progressistas ou seus antecessores.
Em 2000, como presidente da ALRS, foi admitido pelo presidente Fernando Henrique Cardoso à Ordem do Mérito Militar no grau de Comendador especial.